# 耿岳仑
耿岳仑（1912年—1991年），男，山西猗氏人，中国军事人物、政治人物，曾任吉林省政协副主席，民革中央委员，民革吉林省委主任委员，第六、七届全国政协委员。